# (192) Nausikaa
(192) Nausikaaa ist ein Asteroid des inneren Hauptgürtels, der am 17. Februar 1879 vom österreichischen Astronomen Johann Palisa an der Marine-Sternwarte Pola in Istrien entdeckt wurde.
Der Asteroid wurde benannt nach Nausikaa, der Tochter von Alkinoos, dem König der Phaiaken. Sie freundete sich mit dem schiffbrüchigen Odysseus an und überredete ihren Vater, freundlich zu dem Besucher zu sein. Einigen Berichten zufolge heiratete Nausikaa später Telemachos, Odysseus’ Sohn. Die Benennung erfolgte auf Vorschlag der Berliner Astronomen anlässlich der Versammlung der Astronomischen Gesellschaft im September 1879.

## Wissenschaftliche Auswertung
Mit Daten polarimetrischer Messungen am Lunar and Planetary Laboratory der University of Arizona von April 1974 bis Januar 1975 wurden für (192) Nausikaa erstmals Werte für den Durchmesser und die Albedo von 83 km bzw. 0,21 abgeschätzt. Aus Ergebnissen der IRAS Minor Planet Survey (IMPS) wurden 1992 Angaben zu Durchmesser und Albedo für zahlreiche Asteroiden abgeleitet, darunter auch (192) Nausikaa, für die damals Werte von 103,3 km bzw. 0,23 erhalten wurden. Der Asteroid war aber bereits am 2. und 4./5. Oktober 1985 am Arecibo-Observatorium bei 2,38 GHz radarastronomisch untersucht worden, dabei wurde ein effektiver Durchmesser von 95 ± 13 km festgestellt. Eine erneute Beobachtung in Arecibo am 7. und 9./10. Oktober 2000 ergab einen effektiven Durchmesser von 93 ± 9 km. Eine Auswertung von Beobachtungen durch das Projekt NEOWISE im nahen Infrarot führte 2011 zu vorläufigen Werten für den Durchmesser und die Albedo im sichtbaren Bereich von 93,0 km bzw. 0,29. Die Werte wurden nach neuen Messungen 2012 auf 87,1 oder 98,8 km bzw. 0,33 oder 0,25 korrigiert. Mit einer Auswertung von drei Sternbedeckungen durch den Asteroiden konnte in einer Untersuchung von 2020 ein mittlerer Durchmesser von 95,7 ± 1,7 km bestimmt werden.

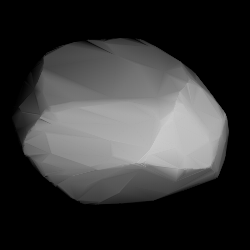
Berechnetes 3D-Modell von (192) Nausikaa

Nachdem bereits 1963 in China photometrische Messungen des Asteroiden durchgeführt worden waren, wurden sie vom 17. Oktober bis 4. Dezember 1974 am Osservatorio Astronomico di Torino in Italien wiederholt. Aus den gemessenen Lichtkurven konnte eine Rotationsperiode von 13,622 h bestimmt werden. Es wurde auch eine Bestimmung der Rotationsachse, der Albedo, des Radius und der Masse versucht. Vom 19. bis 30. September 1985 wurde mit einem 0,5-m-Teleskop am Osservatorio Astronomico di Collurania-Teramo in Italien und einem 0,5-m-Teleskop am La-Silla-Observatorium in Chile erneut eine Lichtkurve aufgenommen, aus der eine Periode von 13,624 h und eine retrograde Rotation abgeleitet wurde. In Verbindung mit den Daten der vorherigen Messungen wurde eine verbesserte Bestimmung der Rotationsachse durchgeführt sowie die Achsenverhältnisse der ellipsoidischen Gestalt des Asteroiden bestimmt. Bei einer Beobachtung am 18. November 1985 am Observatorio del Roque de los Muchachos auf La Palma konnte nur etwa 30 % der Lichtkurven-Periodizität erfasst werden.
Nachdem bereits 1980 aufgrund von Eigenheiten der Lichtkurve vermutet worden war, bei dem Asteroiden könnte es sich um ein binäres System handeln, wurden 1985 für ein solches zunächst zwei alternative Modelle mit unterschiedlicher Dichte und unterschiedlichen Masseverhältnissen erstellt, die die Lichtkurve hinreichend beschreiben würden. Aus den im Uppsala Asteroid Photometric Catalogue (UAPC) archivierten Lichtkurven konnten dann 2002 für (192) Nausikaa aus 19 Kurven der Beobachtungsjahre 1963 bis 1985 eine Rotationsperiode sowie ein Gestaltmodell und zwei etwas unsichere alternative Rotationsachsen bestimmt werden. Wie sich später zeigte, waren die angegebenen Rotationsachsen aufgrund eines Auswertefehlers des UAPC verschoben. Die Werte wurden 2006 korrigiert und die Rotation als prograd mit einer Periode von 13,6217 h bestimmt. Von dem Asteroiden waren am 16. September 2000 mit dem Adaptive Optics (AO)-System am Teleskop II des Keck-Observatoriums auf Hawaiʻi hochaufgelöste Aufnahmen im Infraroten gemacht worden. Der Asteroid wurde dabei deutlich wiedergegeben mit einer mittleren Größe von 86 km und einem Achsenverhältnis von 1,5. Die Aufnahmen entsprachen dem bereits zuvor erstellten Gestaltmodell und der korrigierten Rotationsachse, aber es wurde kein Begleiter gefunden. Die Auswertung photometrischer Daten von Hipparcos führte in einer Untersuchung von 2009 zu keinen eindeutigen Ergebnissen.
Abschätzungen von Masse und Dichte für den Asteroiden (192) Nausikaa aufgrund von gravitativen Beeinflussungen auf Testkörper führten in einer Untersuchung von 2012 zu einer Masse von etwa 1,79·1018 kg und mit einem angenommenen Durchmesser von etwa 90,2 km zu einer Dichte von 4,64 g/cm³ bei keiner Porosität. Die Werte besitzen eine Unsicherheit im Bereich von ±25 %.